# Pedro Pasculli
Pedro Pablo Pasculli (Santa Fe, 17 maggio 1960) è un allenatore di calcio ed ex calciatore argentino di ruolo attaccante, campione del mondo con la nazionale argentina nel 1986.

## Biografia
Pasculli ha origini italiane: i nonni paterni provenivano dalla provincia di Bari, precisamente da Bitonto.

## Carriera

### Giocatore

#### Club
Prodotto del vivaio del Colón (SF), nel 1977 esordì con la squadra nella massima serie del campionato argentino. Nel 1980 si trasferì all'Argentinos Juniors, dove si affermò come un prolifico goleador.
Nel 1985 approdò in Italia, prelevato dal Lecce, neopromosso in Serie A. Nella stagione 1985-1986, la prima del club nella massima serie, realizzò 6 gol in 23 presenze, poi giocò con i salentini per due annate in Serie B, per tre altre in massima serie e per un'altra annata in Serie B, per un totale di sette stagioni fino al 1992. Ha detenuto il primato di gol segnati da uno straniero con la maglia del Lecce (29) fino al 2004, quando Chevantón lo batté.
Nel 1994, dopo due anni di inattività, si trasferì nel campionato giapponese, al PJM Futures Shizuoka, con cui giocò per un solo anno. Nel 1995-1996 tornò in Italia per vestire la maglia della Casertana, in Serie D, e contribuì al ritorno della squadra campana tra i professionisti. Concluse definitivamente la propria carriera da calciatore nel 1997-1998 con il Brindisi, impegnato nel campionato di Eccellenza pugliese: fu suo il gol decisivo nella vittoria 2-1 contro il Gallipoli.

#### Nazionale
Esordì con la nazionale argentina nel 1984. Compagno di squadra di Diego Armando Maradona, si laureò campione del mondo a Messico 1986, dove fu autore del gol decisivo negli ottavi di finale contro l'Uruguay (1-0).

### Allenatore
Pasculli vive nel Salento, dove ha allenato nei campionati regionali. Fino all'inizio 2007 ha allenato la scuola calcio Lecce Gol e successivamente il team della scuola calcio di Mirabello Sannitico. Nell'estate 2011 ha collaborato in qualità di istruttore al Camp estivo Mitico Villa, un camp per ragazzi creato e diretto da Renato Villa e da Roberto Russo.
Nel 2002 è chiamato a guidare il Verbania in Serie D; sarà esonerato alla 18ª giornata. Da maggio a settembre 2003 è stato il commissario tecnico della nazionale ugandese e l'anno seguente è stato nominato commissario tecnico della nazionale italiana di beach soccer.

Mazinho, Pedro Pablo Pasculli e Sergej Alejnikov durante un allenamento allo stadio Via del mare ai tempi della loro militanza nel, nella stagione 1990-1991

Nel 2005 è stato ingaggiato dalla Dinamo Tirana (massima divisione albanese) prima come allenatore e poi come direttore tecnico. Con la nuova squadra ha ottenuto il terzo posto alle spalle del KF Tirana e dell'Elbasani.
Nel 2006-2007 ha allenato l'Horatiana Venosa, squadra militante nell'Eccellenza Lucana che sotto la sua guida ha ottenuto la promozione in Serie D.
Nel 2007-2008 ha guidato il Toma Maglie, nel campionato di Eccellenza pugliese, fino all'esonero, avvenuto nel febbraio 2008.
Nell'ottobre 2010 è stato ingaggiato dal Paternò, nel campionato di Eccellenza siciliana, ma l'ha lasciato dopo poche settimane a causa della situazione tecnica ed economica della squadra. Dal dicembre 2010 al gennaio  2011 è in Grecia, alla guida del Niki Volou
L'8 marzo 2012 è stato ingaggiato dal Cittanova Interpiana, nel campionato di Serie D 2011-2012.
Nel campionato 2012-2013 si è trasferito a Reggio Calabria per allenare il Bocale (squadra di un quartiere di Reggio militante nel campionato di Eccellenza Calabria); il 17 dicembre 2012 ha rescisso il contratto per motivi familiari.
Nell'agosto 2013 è divenuto allenatore della formazione Berretti del Lecce, che ha guidato per una stagione. Dal 2015 è stato in Egitto come consulente in alcune scuole calcio del paese, sempre  nel 2015 è consulente del Sulmona e in seguito allenatore del Mfk Dubnica in seconda divisione slovacca . Il 19 gennaio 2017 è stato assunto come nuovo allenatore della Torres, in Serie D. L'esperienza sarda è durata solo due mesi, dato che il 20 marzo è stato esonerato.
Il 28 gennaio 2019 è stato assunto come nuovo allenatore del Valdiano, squadra del campionato di Eccellenza campana.. Con il club valdianese è retrocesso in Promozione, sconfitto ai play-out dal Faiano.
Il 9 ottobre 2019 è stato nominato allenatore del Bangor City, squadra della seconda divisione gallese.
Il 19 giugno 2020 ha assunto il ruolo di consulente tecnico della Sambenedettese.
Nel 2021 è direttore sportivo del Bangor City
Terminata l'esperienza marchigiana con il fallimento societario dei rossoblù, il 28 gennaio 2022 viene nominato nuovo allenatore del Lanciano in Eccellenza Abruzzo. Due mesi più tardi, esattamente il 31 marzo, viene sollevato dall'incarico. Nel 2022 è Dg all' Assisi Subasio, nel 2023 è direttore generale all' Herajon

## Statistiche

### Presenze e reti nei club
| Stagione                 | Squadra                  | Campionato               | Campionato | Campionato | Coppe nazionali | Coppe nazionali | Coppe nazionali | Coppe continentali | Coppe continentali | Coppe continentali | Altre coppe | Altre coppe | Altre coppe | Totale | Totale |
| Stagione                 | Squadra                  | Comp                     | Pres       | Reti       | Comp            | Pres            | Reti            | Comp               | Pres               | Reti               | Comp        | Pres        | Reti        | Pres   | Reti   |
| ------------------------ | ------------------------ | ------------------------ | ---------- | ---------- | --------------- | --------------- | --------------- | ------------------ | ------------------ | ------------------ | ----------- | ----------- | ----------- | ------ | ------ |
| 1978                     | Colón (SF)               | PD                       | 2          | 0          | -               | -               | -               | -                  | -                  | -                  | -           | -           | -           | 2      | 0      |
| 1979                     | Colón (SF)               | PD                       | 3          | 0          | -               | -               | -               | -                  | -                  | -                  | -           | -           | -           | 3      | 0      |
| 1980                     | Colón (SF)               | PD                       | 19         | 6          | -               | -               | -               | -                  | -                  | -                  | -           | -           | -           | 19     | 6      |
| Totale Colon             | Totale Colon             | Totale Colon             | 24         | 6          |                 | -               | -               |                    | -                  | -                  |             | -           | -           | 24     | 6      |
| giu. 1980                | Argentinos Juniors       | PD                       | 15         | 8          | -               | -               | -               | -                  | -                  | -                  | -           | -           | -           | 15     | 8      |
| 1981                     | Argentinos Juniors       | PD                       | 36         | 5          | -               | -               | -               | -                  | -                  | -                  | -           | -           | -           | 36     | 5      |
| 1982                     | Argentinos Juniors       | PD                       | 49         | 21         | -               | -               | -               | -                  | -                  | -                  | -           | -           | -           | 49     | 21     |
| 1983                     | Argentinos Juniors       | PD                       | 48         | 15         | -               | -               | -               | -                  | -                  | -                  | -           | -           | -           | 48     | 15     |
| 1984                     | Argentinos Juniors       | PD                       | 45         | 30         | -               | -               | -               | -                  | -                  | -                  | -           | -           | -           | 45     | 30     |
| 1985                     | Argentinos Juniors       | PD                       | 10         | 8          | -               | -               | -               | -                  | -                  | -                  | -           | -           | -           | 10     | 8      |
| Totale Argentinos Junior | Totale Argentinos Junior | Totale Argentinos Junior | 203        | 87         |                 | -               | -               |                    | -                  | -                  |             | -           | -           | 203    | 87     |
| 1985-1986                | Lecce                    | A                        | 23         | 6          | CI              | 5               | 2               | -                  | -                  | -                  | TE          | ?           | ?           | 28+    | 8+     |
| 1986-1987                | Lecce                    | B                        | 34+2       | 8+1        | CI              | 5               | 0               | -                  | -                  | -                  | -           | -           | -           | 41     | 9      |
| 1987-1988                | Lecce                    | B                        | 36         | 12         | CI              | 5               | 0               | -                  | -                  | -                  | -           | -           | -           | 41     | 12     |
| 1988-1989                | Lecce                    | A                        | 30         | 7          | CI              | 8               | 2               | -                  | -                  | -                  | -           | -           | -           | 38     | 9      |
| 1989-1990                | Lecce                    | A                        | 33         | 9          | CI              | 2               | 2               | -                  | -                  | -                  | -           | -           | -           | 35     | 11     |
| 1990-1991                | Lecce                    | A                        | 33         | 7          | CI              | 4               | 1               | -                  | -                  | -                  | -           | -           | -           | 37     | 8      |
| 1991-1992                | Lecce                    | B                        | 25         | 3          | CI              | 4               | 1               | -                  | -                  | -                  | -           | -           | -           | 29     | 4      |
| Totale Lecce             | Totale Lecce             | Totale Lecce             | 214+2      | 52+1       |                 | 33              | 8               |                    | -                  | -                  |             | ?           | ?           | 249+   | 61+    |
| 1993                     | Newell's Old Boys        | PD                       | 5          | 0          | -               | -               | -               |                    | -                  | -                  | -           | -           | -           | 5      | 0      |
| 1994                     | PJM Futures              | JFL                      | 29         | 17         | -               | -               | -               |                    | -                  | -                  |             | -           | -           | 29     | 17     |
| 1995-1996                | Casertana                | CND                      | 17         | 4          | -               | -               | -               |                    | -                  | -                  | -           | -           | -           | 17     | 4      |
| Totale carriera          | Totale carriera          | Totale carriera          | 492        | 167        |                 | 13+             | 4+              |                    | -                  | -                  |             | -           | -           | 505+   | 171+   |

### Cronologia presenze e reti in nazionale
| Cronologia completa delle presenze e delle reti in nazionale ― Argentina | Cronologia completa delle presenze e delle reti in nazionale ― Argentina | Cronologia completa delle presenze e delle reti in nazionale ― Argentina | Cronologia completa delle presenze e delle reti in nazionale ― Argentina | Cronologia completa delle presenze e delle reti in nazionale ― Argentina | Cronologia completa delle presenze e delle reti in nazionale ― Argentina | Cronologia completa delle presenze e delle reti in nazionale ― Argentina | Cronologia completa delle presenze e delle reti in nazionale ― Argentina |
| Data                                                                     | Città                                                                    | In casa                                                                  | Risultato                                                                | Ospiti                                                                   | Competizione                                                             | Reti                                                                     | Note                                                                     |
| ------------------------------------------------------------------------ | ------------------------------------------------------------------------ | ------------------------------------------------------------------------ | ------------------------------------------------------------------------ | ------------------------------------------------------------------------ | ------------------------------------------------------------------------ | ------------------------------------------------------------------------ | ------------------------------------------------------------------------ |
| 28-4-1985                                                                | Asunción                                                                 | Paraguay                                                                 | 1 – 0                                                                    | Argentina                                                                | Amichevole                                                               | -                                                                        |                                                                          |
| 5-5-1985                                                                 | Salvador                                                                 | Brasile                                                                  | 2 – 1                                                                    | Argentina                                                                | Amichevole                                                               | -                                                                        |                                                                          |
| 14-5-1985                                                                | Buenos Aires                                                             | Argentina                                                                | 2 – 0                                                                    | Cile                                                                     | Amichevole                                                               | -                                                                        |                                                                          |
| 26-5-1985                                                                | San Cristóbal                                                            | Venezuela                                                                | 2 – 3                                                                    | Argentina                                                                | Qual. Mondiali 1986                                                      | -                                                                        | 82’                                                                      |
| 2-6-1985                                                                 | Bogotà                                                                   | Colombia                                                                 | 1 – 3                                                                    | Argentina                                                                | Qual. Mondiali 1986                                                      | 2                                                                        | 86’                                                                      |
| 9-6-1985                                                                 | Buenos Aires                                                             | Argentina                                                                | 3 – 0                                                                    | Venezuela                                                                | Qual. Mondiali 1986                                                      | 1                                                                        |                                                                          |
| 16-6-1985                                                                | Buenos Aires                                                             | Argentina                                                                | 1 – 0                                                                    | Colombia                                                                 | Qual. Mondiali 1986                                                      | -                                                                        |                                                                          |
| 23-6-1985                                                                | Lima                                                                     | Perù                                                                     | 1 – 0                                                                    | Argentina                                                                | Qual. Mondiali 1986                                                      | -                                                                        | 46’                                                                      |
| 30-6-1985                                                                | Buenos Aires                                                             | Argentina                                                                | 2 – 2                                                                    | Perù                                                                     | Qual. Mondiali 1986                                                      | 1                                                                        |                                                                          |
| 14-11-1985                                                               | Los Angeles                                                              | Messico                                                                  | 1 – 1                                                                    | Argentina                                                                | Amichevole                                                               | -                                                                        | 46’                                                                      |
| 17-11-1985                                                               | Puebla                                                                   | Messico                                                                  | 1 – 1                                                                    | Argentina                                                                | Amichevole                                                               | -                                                                        | 46’                                                                      |
| 30-4-1986                                                                | Oslo                                                                     | Norvegia                                                                 | 1 – 0                                                                    | Argentina                                                                | Amichevole                                                               | -                                                                        | 46’                                                                      |
| 4-5-1986                                                                 | Tel Aviv                                                                 | Israele                                                                  | 2 – 7                                                                    | Argentina                                                                | Amichevole                                                               | -                                                                        | 72’                                                                      |
| 2-6-1986                                                                 | Città del Messico                                                        | Argentina                                                                | 3 – 1                                                                    | Corea del Sud                                                            | Mondiali 1986 - 1º turno                                                 | -                                                                        | 72’                                                                      |
| 16-6-1986                                                                | Puebla                                                                   | Argentina                                                                | 1 – 0                                                                    | Uruguay                                                                  | Mondiali 1986 - Ottavi di finale                                         | 1                                                                        |                                                                          |
| 10-6-1987                                                                | Zurigo                                                                   | Italia                                                                   | 3 – 1                                                                    | Argentina                                                                | Amichevole                                                               | -                                                                        | 59’                                                                      |
| Totale                                                                   |                                                                          | Presenze                                                                 | 16                                                                       |                                                                          | Reti                                                                     | 4                                                                        |                                                                          |

## Palmarès

Juan Alberto Barbas e Pasculli al Lecce nel 1985

### Giocatore

#### Club

##### Competizioni nazionali
- Campionato argentino: 2

Argentinos Juniors: Metropolitano 1984, Nacional 1985

#### Nazionale
- Campionato mondiale: 1

Messico 1986

#### Individuale
- Capocannoniere del campionato argentino: 1

Nacional 1984 (9 reti)

### Allenatore

#### Club

##### Competizioni regionali
- Eccellenza: 1

Horatiana Venosa: 2006-2007